# Stephen Mokoka
Stephen Mokoka (né le 31 janvier 1985 à Mahikeng) est un athlète sud-africain, spécialiste des courses de fond.

## Biographie
Il s'illustre à l'occasion des Universiades d'été en remportant, sur la distance du 10 000 mètres, la médaille de bronze en 2007 et la médaille d'argent en 2011. Aux Universiades de 2013, il remporte le titre du 10 000 m et se classe par ailleurs deuxième du semi-marathon. Il remporte le marathon de Shanghai avec un chrono de 2 h 9 min 29 s.
En 2014, il remporte à nouveau le marathon de Shanghai dans le temps de 2 h 8 min 43 s, ce qui constitue le record de l'épreuve. En 2015, il bat le record d'Afrique du Sud du 5 000 mètres de Shadrack Hoff, qui datait de 20 ans.
Le 24 juin 2016, il devient champion d'Afrique du 10 000 m en 28 min 03 s 00.
En 2019 il bat le record d'Afrique du Sud du semi-marathon de Hendrick Ramaala, qui datait de 1997.
Le 6 mars 2022, il s'impose au Nedbank Runified 50km à Port Elizabeth en 2 h 40 min 17 s, battant de près de deux minutes le précédent record du monde détenu par l'Éthiopien Ketema Negasa.

## Palmarès
| Date | Compétition            | Lieu       | Résultat | Épreuve       | Temps          |
| ---- | ---------------------- | ---------- | -------- | ------------- | -------------- |
| 2007 | Universiade            | Bangkok    | 3e       | 10 000 m      | 30 min 31 s 78 |
| 2011 | Universiade            | Shenzhen   | 2e       | 10 000 m      | 28 min 53 s 09 |
| 2012 | Great South Run        | Portsmouth | 1er      | 10 miles      | 46 min 40 s    |
| 2013 | Universiade            | Kazan      | 1er      | 10 000 m      | 28 min 45 s 96 |
| 2013 | Universiade            | Kazan      | 2e       | Semi-marathon | 1 h 3 min 37 s |
| 2014 | Marathon de Shanghai   | Shanghai   | 1er      | Marathon      | 2 h 8 min 43 s |
| 2015 | Championnats du monde  | Pékin      | 20e      | 10 000 m      | 28 min 47 s 40 |
| 2016 | Championnats d'Afrique | Durban     | 1er      | 10 000 m      | 28 min 3 s 0   |
| 2017 | Championnats du monde  | Londres    | 20e      | 10 000 m      | 28 min 14 s 67 |
| 2018 | Marathon du Cap        | Le Cap     | 1er      | Marathon      | 2 h 8 min 31 s |
| 2021 | Marathon du Cap        | Le Cap     | 1er      | Marathon      | 2 h 10 min 1 s |

### Records
| Épreuve       | Performance          | Lieu           | Date            |
| ------------- | -------------------- | -------------- | --------------- |
| 5 000 m       | 13 min 11 s 44       | Stellenbosch   | 18 avril 2015   |
| 10 000 m      | 27 min 40 s 73       | Port Elizabeth | 13 avril 2012   |
| Semi-marathon | 59 min 36 s (NR)     | Gdynia         | 17 octobre 2020 |
| Marathon      | 2 h 6 min 42 s       | Osaka          | 26 février 2023 |
| 50 kilomètres | 2 h 40 min 13 s (WR) | Port Elizabeth | 6 mars 2022     |